# Capela de Seiça
A Capela de Seiça, também referida como Capela de Nossa Senhora da Ceiça ou Capela de Nossa Senhora de Seiça, está localizada no lugar de Seiça, freguesia de Paião, no Município de Figueira da Foz, no Distrito de Coimbra.
Construída no ano de 850 e reconstruída sucessivamente nos reinados de D. Afonso Henriques, D. Sancho I e em 1602, durante a governação castelhana. Situada num vale bastante encastrado, a cerca de 15 km do centro do município, numa localidade em desertificação (3 a 4 habitantes a tempo inteiro), a Capela de Seiça é visitada por gente local ou conhecedora da sua localização, apesar de ter sido catalogada como Imóvel de Interesse Público, desde 1970. De arquitectura única entre as construções sacras em Portugal, esta capela apresenta uma forma octogonal, de estilo barroco, cercada de uma colunada dórica, suportando um entablamento do qual sobressai o corpo da capela como se se tratasse de um andar superior em que cada fachada apresenta uma janela, num total de 8.
Acede-se à capela por um caminho, rasgado a partir do Mosteiro de Santa Maria de Seiça, mandado erigir por D. Afonso Henriques frente à capela onde ele foi beneficiário e testemunha de um milagre. No seu interior estão dispostos telas do século XVIII que retratam os milagres fundadores da capela e do mosteiro, as paredes estão revestidas a azulejos da época de D. Maria e apresenta ainda uma representação peculiar da Virgem e do Menino, em calcário, data do século XIV. Até meados dos anos 80 podia-se verificar a devoção popular à Virgem e ao Menino na forma de ex-votos diversos (braços, pernas, corpos de cera, retábulos de madeira, fotografias, dedicatórias, placas) que entretanto foram retirados.
Duas portas laterais permitem um acesso ou assistência a missas ou cerimónias ainda aí celebradas, essencialmente a 15 de Agosto, data da festa de Santa Maria de Seiça. Nessa altura é colocada, junto da porta lateral direita, uma grande balança de pratos que, segundo a tradição, era usada para pagar o dízimo à igreja, sendo depois aproveitada para pagar promessas em forma de grãos de milho, arroz ou feijão, oferecidos ao culto da Virgem e do Menino. Num prato era colocado o doente recuperado (sobretudo criança) e no outro o seu peso equivalente em bens oferecidos. A forma octogonal da capela, bem como a sua localização afastada de qualquer edifício ajudou a manter a tradição de contorná-la com animais recuperados de doenças, graças a promessas feitas a Santa Maria de Seiça. A 15 de Agosto era habitual ver proprietários de gado a darem várias voltas à capela, conforme a promessa feita.
A tradição destas festas e do culto perdem-se no início da fundação da nacionalidade, estabelecendo-se o ano de 850 como o mais provável para a edificação de uma ermida no local onde ficaria posteriormente a capela. As telas que se encontram actualmente no interior reproduzem essa data, a que também se atribuí o milagre e a Lenda de Montemor-o-Velho.